# Marc A. Mitscher
Marc Andrew "Pete" Mitscher (26. januar 1887 – 3. februar 1947) var en amerikansk admiral i den amerikanske flåde, som var øverstkommanderende for Fast Carrier Task Force under Stillehavskrigen i den sidste del af 2. verdenskrig.
Mitscher var øverstkommanderenede overfor Operation Ten-Go, den sidste store japanske flådeoperation under 2. verdenskrig.

## Eksterne links
- http://www.history.navy.mil/photos/pers-us/uspers-m/m-mitshr.htm Arkiveret 21. december 2008 hos  Wayback Machine
- http://www.mitscher.navy.mil/adm.htm Arkiveret 9. februar 2006 hos  Wayback Machine—Includes biographical information on ADM Mitscher

| Militær | Spire Denne artikel om militær er en spire som bør udbygges. Du er velkommen til at hjælpe Wikipedia ved at udvide den. |